# Mures Monsters
I Mures Monsters sono una squadra di football americano, di Târgu Mureș, in Romania, fondata nel 2013.

## Dettaglio stagioni

### Amichevoli
| Stagione | Vin | Par | Per | Tot | PF | PS  | avversaria       |
| -------- | --- | --- | --- | --- | -- | --- | ---------------- |
| 2014     | 0   | 0   | 1   | 1   | 0  | 45  | Bucharest Rebels |
| 2015     | 0   | 0   | 1   | 1   | 0  | 24  | Cluj Crusaders   |
| 2019     | 1   | 0   | 0   | 1   | 22 | 18  | Cluj Crusaders   |
| 2021     | 0   | 0   | 1   | 1   | 0  | 22  | Cluj Crusaders   |
| Totale   | 1   | 0   | 3   | 4   | 22 | 109 |                  |

### Tornei nazionali

#### Campionato

##### CNFA
| Stagione | regular season | regular season | regular season | regular season | regular season | regular season | playoff | playoff | playoff | playoff | playoff | playoff      | playoff            |
|          | Vin            | Par            | Per            | Tot            | PF             | PS             | Vin     | Per     | Tot     | PF      | PS      | risultato    | avversaria         |
| -------- | -------------- | -------------- | -------------- | -------------- | -------------- | -------------- | ------- | ------- | ------- | ------- | ------- | ------------ | ------------------ |
| 2014     | 1              | 0              | 2              | 3              | 7              | 110            | -       | -       | -       | -       | -       | -            | -                  |
| 2015     | 0              | 0              | 5              | 5              | 35             | 260            | 0       | 1       | 1       | 13      | 14      | Sesto posto  | Reșița Locomotives |
| 2016     | 0              | 0              | 4              | 4              | 31             | 128            | -       | -       | -       | -       | -       | -            | -                  |
| 2017     | 0              | 0              | 4              | 4              | 24             | 128            | 0       | 1       | 1       | 7       | 17      | Quarto posto | Timișoara 89ers    |
| 2018     | 0              | 0              | 4              | 4              | 14             | 105            | -       | -       | -       | -       | -       | -            | -                  |
| 2019     | 0              | 0              | 4              | 4              | 6              | 149            | -       | -       | -       | -       | -       | -            | -                  |
| 2021     | 3              | 0              | 2              | 5              | 114            | 72             | 1       | 1       | 2       | 60      | 66      | RoBowl       | Bucharest Rebels   |
| Totale   | 4              | 0              | 25             | 29             | 231            | 952            | 1       | 3       | 4       | 80      | 97      |              |                    |

Fonti: Enciclopedia del Football - A cura di Roberto Mezzetti

### Riepilogo fasi finali disputate
| Anno             | Luogo  | Evento | Fase del torneo      | Incontro                            | Risultato |
| 7 giugno 2015    | Reșița | CNFA   | Finale 5º - 6º posto | Reșița Locomotives - Mures Monsters | 14 - 13   |
| 24 giugno 2017   | Buftea | CNFA   | Finale 3º - 4º posto | Mures Monsters - Timișoara 89ers    | 7 - 17    |
| 28 novembre 2021 |        | CNFA   | RoBowl               | Bucharest Rebels - Mures Monsters   | 40 - 30   |